# Wahlen zum Dáil Éireann 2011
- SP: 2
- PBPA: 2
- WUA: 1
- SF: 14
- LAB: 37
- FF: 20
- FG: 76
- Unabh.: 14

In Irland fanden die Wahlen zum Dáil Éireann 2011 am 25. Februar 2011 statt. Bestimmt wurden 165 Mitglieder des 31. Dáil.

## Ergebnis 2011
Die zuvor stärkste Partei Fianna Fáil verlor bei den Wahlen deutlich an Unterstützung und erzielte nur noch 17,4 Prozent der Stimmen (First Preference Votes). Fine Gael wurde stärkste Partei mit 36,1 Prozent der Stimmen. Zweitstärkste Partei wurde die Labour Party mit 19,4 Prozent der Stimmen. Sinn Féin erhielt 9,9 Prozent der Stimmen. Unabhängige Kandidaten erzielten 12,6 Prozent der Stimmen. Außerdem gelang der People Before Profit Alliance und der Socialist Party der Einzug ins Parlament. Die Green Party und Progressive Democrats schieden aus dem Parlament aus.
Nach dem irischen System der Auswertung über die einzelnen Wahlbezirke ergab sich folgende Verteilung für den Dáil Éireann:
| Partei | Partei | Vorsitzender          | Stimmen 1. Präferenz             | Stimmen 1. Präferenz          | Stimmen 1. Präferenz                    | Sitze   | Sitze             | Sitze                         |
| Partei | Partei | Vorsitzender          | Zahl                             | Anteil                        | +/-                                     | Zahl    | +/-               | Anteil                        |
| ------ | --- | --------------------- | -------------------------------- | ----------------------------- | --------------------------------------- | ------- | ----------------- | ----------------------------- |
|        | Fine Gael | Enda Kenny            | 801.628                          | 36,1 %                        | ▲ 8,8 %                                 | 76      | ▲ 25              | 45,8 %                        |
|        | Irish Labour Party | Eamon Gilmore         | 431.796                          | 19,5 %                        | ▲ 9,3 %                                 | 37      | ▲ 17              | 22,3 %                        |
|        | Fianna Fáil | Micheál Martin        | 387.358                          | 17,5 %                        | ▼ 24,2 %                                | 20      | ▼ 58              | 12,0 %                        |
|        | Sinn Féin | Gerry Adams           | 220.661                          | 9,9 %                         | ▲ 3,0 %                                 | 14      | ▲ 10              | 8,4 %                         |
|        | United Left Alliance • Socialist Party • People Before Profit Alliance • Workers and Unemployed Action • Unabhängiger | kein Séamus Healy 0   | 59.423 26.770 21.551 8.818 2.284 | 2,7 % 1,2 % 1,0 % 0,4 % 0,1 % | ▲ 2,7 % ▲ 0,6 % ▲ 0,6 % ▲ 0,1 % ▲ 0,1 % | 5 2 1 0 | ▲ 5 ▲ 2 ▲ 2 ▲ 1 ▬ | 3,0 % 1,2 % 1,2 % 0,6 % 0,0 % |
|        | Green Party | Eamon Ryan            | 41.039                           | 1,8 %                         | ▼ 2,9 %                                 | 0       | ▼ 6               | 0,0 %                         |
|        | South Kerry Independent Alliance                                                                                      | Michael Gleeson       | 4.939                            | 0,2 %                         | ▲ 0,2 %                                 | 0       | ▬                 | 0,0 %                         |
|        | Workers’ Party | Mick Finnegan         | 3.056                            | 0,1 %                         | ▬                                       | 0       | ▬                 | 0,0 %                         |
|        | Christian Solidarity Party                                                                                            | Richard Greene        | 2.102                            | 0,1 %                         | ▬                                       | 0       | ▬                 | 0,0 %                         |
|        | Fís Nua | kein                  | 938                              | 0,0 %                         | ▲ 0,0 %                                 | 0       | ▬                 | 0,0 %                         |
|        | Unabhängige | Unabhängige           | 267.419                          | 12,0 %                        | ▲ 6,8 %                                 | 14      | ▲ 9               | 8,4 %                         |
|        | Progressive Democrats                                                                                                 | Progressive Democrats | Partei wurde 2009 aufgelöst      | Partei wurde 2009 aufgelöst   | Partei wurde 2009 aufgelöst             | 0       | ▼ 2               | 0,0 %                         |
| Gesamt | Gesamt | Gesamt                | 2.220.359                        | 100,0 %                       | ▬                                       | 166     | ▬                 | 100,0 %                       |

## Parteien sowie unabhängige Kandidaten
Die linke People Before Profit Alliance wird als dem Demokratischen Sozialismus beziehungsweise dem Trotzkismus verbunden beschrieben.
Zu den gewählten unabhängige Kandidaten („Independent“) zählen Noel Grealish, Michael Lowry und Shane Ross.